# Erich Schmidt
Erich Friedrich Schmidt (13 de septiembre de 1897 - 3 de octubre de 1964) fue un arqueólogo alemán, naturalizado estadounidense, que nació en Baden-Baden. Se especializó en arqueología del Antiguo Oriente Próximo, y llegó a ser profesor emérito en el Instituto Oriental de la Universidad de Chicago.
Luchó de joven en la Primera Guerra Mundial, y fue capturado por los rusos. En 1923 marchó a EE. UU., donde estudió antropología en la Universidad de Columbia. Fue codirector de la expedición hitita del Oriental Institute de la Universidad de Chicago, junto a H.H. Von der Osten, y cavó en los sitios de Tepe Hissar, cerca de Damghan, buscando la antigua ciudad de Hecatompilos, y en Ray. Su más célebre trabajo tuvo lugar en Persépolis (Irán), de 1934 a 1939.
Enrich Schmidt fue pionero en la fotografía aérea de los sitios arqueológicos. Murió en Santa Bárbara, en 1964.

## Obra
- Time-Relations of Prehistoric Pottery Types in Southern Arizona, Anthropological Papers of the American Museum of Natural History 30, no. 5 (1928)
- Anatolia Through the Ages: Discoveries at the Alishar Mound, 1927-1929 (Chicago, IL: University of Chicago Press, 1931).
- Excavations at Tepe Hissar, Damghan (Philadelphia, PA: University of Pennsylvania Press, 1937).
- Flights Over Ancient Cities of Iran (Chicago, IL: University of Chicago Press, 1940).
- Persepolis I: Structures, Reliefs, Inscriptions (Chicago: University of Chicago Press,1953).
- Persepolis II: Contents of the Treasury and Other Discoveries (Chicago: University of Chicago Press, 1957).
- Persepolis III: The Royal Tombs and Other Monuments (Chicago: University of Chicago Press, 1970).
- The Treasury of Persepolis and Other Discoveries in the Homeland of the Achaemenians, OIC 21 (Chicago: University of Chicago Press, 1939);